# The Goods: Live Hard, Sell Hard
The Goods: Live Hard, Sell Hard, Quemando ruedas (vender o morir) en España y Duro de vender (el que no enseña no vende) en Latinoamérica, es una película de comedia estadounidense dirigida por Neal Brennan y protagonizada por Jeremy Piven, Ving Rhames, James Brolin, y Ed Helms. Se estrenó el 14 de agosto de 2009 en Estados Unidos.

## Argumento
En Temecula, California, Ben Selleck se ve forzado a llamar a Don Ready y a su equipo de vendedores para que le ayuden a salvar su concesionario de coches de la bancarrota. Disponen de un fin de semana para vender todos los coches que puedan. El primer día todo va conforme a lo previsto, y son vendidos 71 coches.
El plan del segundo día es atraer a más clientes con el cantante Eric Bice, pero este enferma a última hora, y cuando Don sale a cantar en su lugar, el público se enfurece y provoca una revuelta. Don, aprovechando la presencia de la policía para parar la revuelta y la intervención de cámaras de televisión, hace nuevas ofertas y logra que se vendan más coches.
Don solo se preocupa por las ventas de coches, y le horroriza reconocer que se está enamorando de Ivy, la hija de Ben, y a la vez piensa que uno de los vendedores, Blake, podría ser hijo suyo. Paxton Harding, el prometido de Ivy, y su padre Stu Harding quieren apropiarse de Selleck Motors, por lo que Don procura que sus camaradas no dejen de vender.
Don termina acostándose con Ivy, pero se enfada mucho cuando ella le dice que va a seguir con Paxton. Él insiste en que solo le interesan los coches, y se va solo por el desierto. Al llegar a un desguace, se topa con el fantasma de su fallecido amigo McDermott, que hace a Don cambiar de idea.
Don vuelve a Selleck Motors en paracaídas, y para su sorpresa, se han vendido todos los coches que quedaban, a excepción del modelo más caro del local, por lo que Paxton y Stu insisten en un principio en que el local ahora es de ellos. Don conmueve a Paxton y le acaba vendiendo el coche. Al final, decide dejar su vida de vendedor y se queda en el pueblo con Ivy, mientras que los otros miembros de su equipo siguen sus vidas por separado.

## Reparto
- Jeremy Piven es Don Ready.
- Ving Rhames es Jibby Newsome.
- James Brolin es Ben Selleck.
- David Koechner es Brent Gage.
- Kathryn Hahn es Babs Merrick.
- Ed Helms es Paxton Harding.
- Jordana Spiro es Ivy Selleck.
- Tony Hale es Wade Zooha.
- Ken Jeong es Teddy Dang.
- Rob Riggle es Peter Selleck.
- Alan Thicke es Stu Harding.
- Charles Napier es Dick Lewiston.
- Jonathan Sadowski es Blake.
- Craig Robinson es D.J.

## Recepción

### Críticas
La recepción de la película ha resultado ser negativa. En Rotten Tomatoes está calificalda en un 27%, en Metacritic, la media es de 40 con 18 reseñas. El crítico de cine Roger Ebert la calificó con tres estrellas de cuatro.

### Controversia
El 17 de agosto de 2009, hubo ciudadanos japoneses-americanos que exigieron una disculpa debido a una escena que mostraba el latido de un hombre asiático-americano.

### Taquillas
La película inició en la sexta posición de 1,838 salas de cine de donde recabó 5'642,137 dólares por detrás de District 9, G.I. Joe, Julie & Julia, y G-Force. Se estima que, al final, la película ha recaudado 15.122.676 dólares a nivel nacional y 19.895 en el extranjero por un total de 15.142.571 dólares por el momento, suponiendo tener el puesto 97 de las películas estrenadas en 2009.
- Datos: Q2457512